# Hatsukoi Zombie
Hatsukoi Zombie (初恋ゾンビ?, Hatsukoi Zonbi, lett. "Zombie del primo amore") è un manga shōnen scritto e disegnato da Ryou Minenami. L'opera è stata pubblicata sul Weekly Shōnen Sunday di Shōgakukan da ottobre 2015 a marzo 2019.

## Personaggi
Tarou Kurume (久留目 タロウ?, Kurume Tarou)
Eve (イヴ?, Ivu)
Ririto Ibusuki (指宿 凛々澄?, Ibusuki Ririto)
Mei Ebino (江火野 芽衣?, Ebino Mei)

## Manga
Il manga, scritto e disegnato da Ryou Minenami, inizia la serializzazione sul Weekly Shōnen Sunday di Shōgakukan il 14 ottobre 2015, per poi concludersi il 27 marzo 2019. La serie è stata raccolta in 17 volumi tankōbon tra il 18 marzo 2016 ed il 18 giugno 2019.

### Volumi
| Nº | Data di prima pubblicazione | Data di prima pubblicazione | Data di prima pubblicazione |
| Nº | Giapponese                  | Giapponese                  |                             |
| -- | --------------------------- | --------------------------- | --------------------------- |
| 1  | 18 marzo 2016               | ISBN 978-4-09-126440-4      |                             |
| 2  | 17 giugno 2016              | ISBN 978-4-09-127168-6      |                             |
| 3  | 18 agosto 2016              | ISBN 978-4-09-127324-6      |                             |
| 4  | 18 ottobre 2016             | ISBN 978-4-09-127401-4      |                             |
| 5  | 16 dicembre 2016            | ISBN 978-4-09-127457-1      |                             |
| 6  | 17 marzo 2017               | ISBN 978-4-09-127512-7      |                             |
| 7  | 18 maggio 2017              | ISBN 978-4-09-127563-9      |                             |
| 8  | 18 luglio 2017              | ISBN 978-4-09-127665-0      |                             |
| 9  | 18 ottobre 2017             | ISBN 978-4-09-127857-9      |                             |
| 10 | 18 gennaio 2018             | ISBN 978-4-09-128079-4      |                             |
| 11 | 18 aprile 2018              | ISBN 978-4-09-128242-2      |                             |
| 12 | 18 giugno 2018              | ISBN 978-4-09-128264-4      |                             |
| 13 | 18 settembre 2018           | ISBN 978-4-09-128397-9      |                             |
| 14 | 18 dicembre 2018            | ISBN 978-4-09-128594-2      |                             |
| 15 | 18 marzo 2019               | ISBN 978-4-09-128804-2      |                             |
| 16 | 17 maggio 2019              | ISBN 978-4-09-129159-2      |                             |
| 17 | 18 giugno 2019              | ISBN 978-4-09-129168-4      |                             |